# Biblioteca Valenciana Digital
La Biblioteca Valenciana Digital (Bivaldi) és un repositori digital d'accés obert per a la preservació digital i difusió a través d'Internet del patrimoni bibliogràfic valencià. És una de les primeres biblioteques digitals d'àmbit autonòmic.
El projecte Bivaldi neix l'any 2002 per iniciativa de la Generalitat Valenciana i és gestionat des de la Biblioteca Valenciana, que és la biblioteca nacional i cap del sistema bibliotecari valencià. La Llei de Biblioteques de la Comunitat Valenciana declara que la Biblioteca Valenciana ha d'impulsar la digitalització de les obres del patrimoni bibliogràfic valencià i la seua incorporació a la Biblioteca Valenciana Digital.
Bivaldi participa en el projecte cooperatiu de la Biblioteca Virtual del Patrimoni Bibliogràfic i col·labora amb Europeana i EuropeanaLocal, tot usant com a agregador i recol·lector Hispana.

## Característiques
La Biblioteca Valenciana Digital és una col·lecció digital de caràcter patrimonial. Allotja tant la versió digitalitzada d'obres pertanyents al patrimoni bibliogràfic valencià com les obres nascudes digitals integrants del dit patrimoni, així com d'altres especialment rellevants referides a la cultura valenciana i que poden estar dipositades en altres entitats. En aquest últim cas, la Biblioteca Valenciana ha comptat amb la col·laboració institucional de la Universitat de València, la Hispanic Society de Nova York, l'Abadia de Montserrat, l'Ajuntament de València i la Biblioteca Nacional d'Espanya, que han facilitat la digitalització d'exemplars propis dels seus fons històrics. Contribueix així a la missió de la Biblioteca Valenciana pel que fa a la recopilació, conservació, preservació i difusió del patrimoni bibliogràfic i cultural valencià.
Aquests trets caracteritzen la Biblioteca Valenciana Digital com un dipòsit digital nacional, el qual té per missió garantir l'accés a llarg termini als recursos digitals d'un territori determinat.
Les obres de la Biblioteca Valenciana Digital són accessibles a text complet des de la web de Bivaldi per als investigadors i el públic en general.
La web permet millores en el procés de cerca, un blog i una bona gestió del portal biblioteques d'autor.

## Evolució del projecte
En una primera etapa (2002-2007), Bivaldi comença a funcionar amb una aplicació informàtica dissenyada a mida en SQL Server, el fons digitalitzat s'organitzava en col·leccions temàtiques, les imatges apareixien amb marca d'aigua a tota la pàgina i l'accés era restringit (amb registre previ) per als investigadors i persones interessades.
La digitalització es feia amb una càmera digital. Les imatges tenien el format TIFF (còpia màster) a 300/400 ppp, i JPEG a 200 ppp.
L'any 2008 marca una fita en el desenvolupament del projecte. Amb l'ajuda per al finançament concedida pel Ministeri de Cultura, comença la conversió a repositori OAI (Open Archives Initiative) i el 2009 enceta la col·laboració amb Europeana. Bivaldi es consolida i acompleix els estàndards internacionals de preservació per a les biblioteques digitals. El lloc web esdevé més accessible amb tres idiomes (valencià, castellà i anglès), i s'elimina l'accés restringit. La col·lecció s'amplia amb obres contemporànies publicades per la Biblioteca Valenciana i amb la incorporació de materials especials (materials gràfics i cartogràfics, partitures i publicacions periòdiques de caràcter històric).
Bivaldi fa servir l'aplicació DigiBib, basada en la gestió normalitzada de registres bibliogràfics, adaptada a les prescripcions de MARC 21, XML, Dublin Core, ESE 3.4.1 (Europeana Semantic Elements), METS, EDM 5.2.4 (Europeana Data Model) i LOD (Linked Open Data).

## Fons i col·leccions
A principis del 2014, la Biblioteca Valenciana Digital (Bivaldi) compta amb més de cinc mil obres digitalitzades, més de dotze mil objectes multimèdia i més de mig milió d'objectes digitals.
El fons té un important valor històric i patrimonial i abraça des del s. XIII fins a l'actualitat. El document més antic digitalitzat és el manuscrit de la Carta de poblament de Sant Mateu (Castelló), datada el 1274 i conservada a la Biblioteca Valenciana.
El text de presentació de la web de Bivaldi és considerat per Estivill, Gascón i Sulé com un exemple de bona pràctica a l'hora d'exposar l'abast temàtic, geogràfic, lingüístic i cronològic de la col·lecció.
La consulta del fons s'estructura en:
- Catàleg: incunables, manuscrits, monografies
- Hemeroteca: publicacions periòdiques
- Publicacions de la Biblioteca Valenciana
- Fons gràfic: Gravats, cartells, fotografies, partitures, mapes i plànols, ephemera (material efímer: etiquetes comercials i fullets publicitaris, entrades i programes de mà de cinema o teatre, etc.), i Targetes postals
- Biblioteques d'autor: que inclouen pràcticament l'obra completa de clàssics valencians com Ausiàs March, Sant Vicent Ferrer, Lluís Vives i Joan Roís de Corella, a més d'altres com Vicente Blasco Ibáñez, Gabriel Miró o Gregori Maians i Siscar
- Exposicions de la Biblioteca Valenciana

## Consulta
La interfície de consulta de la Biblioteca Valenciana Digital permet accedir a la lectura del text complet de les obres digitalitzades, juntament amb la seua transcripció i traducció. A més, els registres porten associada la còpia digital (pdf) i l'hipervincle permanent al recurs, informació sobre autoritats (autors, impressors...), bibliografia relacionada, estudis crítics sobre l'obra i notes referides al procés de digitalització.
El document original pot ser visualitzat en pantalla (amb diferents opcions de visualització), descarregar-se o imprimir-se.
El catàleg permet cerca simple o avançada mitjançant operadors booleans en els diferents camps del registre bibliogràfic. El sistema ofereix un quadre d'Ajuda per a usuaris no iniciats.
De moment, no és possible cercar per paraules al text complet dels documents. L'usuari també pot exportar els registres seleccionats i les metadades associades en diferents formats (ISBD, MARC21, Dublin Core, METS, Linked Open Data i altres). La Biblioteca Valenciana Digital implementa eines del web social per a la interacció amb els seus usuaris. Incorpora sindicació de continguts (RSS), manté un blog i un tauler a Pinterest i enllaça amb el perfil de Facebook de la Biblioteca Valenciana.

## Preservació digital
La Biblioteca Valenciana Digital (Bivaldi) acompleix els estàndards internacionals en matèria de preservació digital. La normalització ha estat afavorida per les iniciatives de preservació impulsades des de la Dirección General del Libro, Archivos y Bibliotecas del Ministeri de Cultura d'Espanya:
- Adaptació als requeriments de preservació d'Europeana.
- Repositori OAI-PMH (Open Archives Iniciative), que afavoreix la visibilitat i la difusió dels recursos digitals.
- Assignació de metadades Dublin Core.
- Codificació de les metadades mitjançant el format METS (Metadata enconding and transmision standard), que fa possible la interoperabilitat de les metadades.
- Linked Open Data-EDM 5.2.4 Arxivat 2014-03-29 a Wayback Machine., d'acord amb les directrius del web semàntic i l'Open Data.